# جان بیسلی گرین

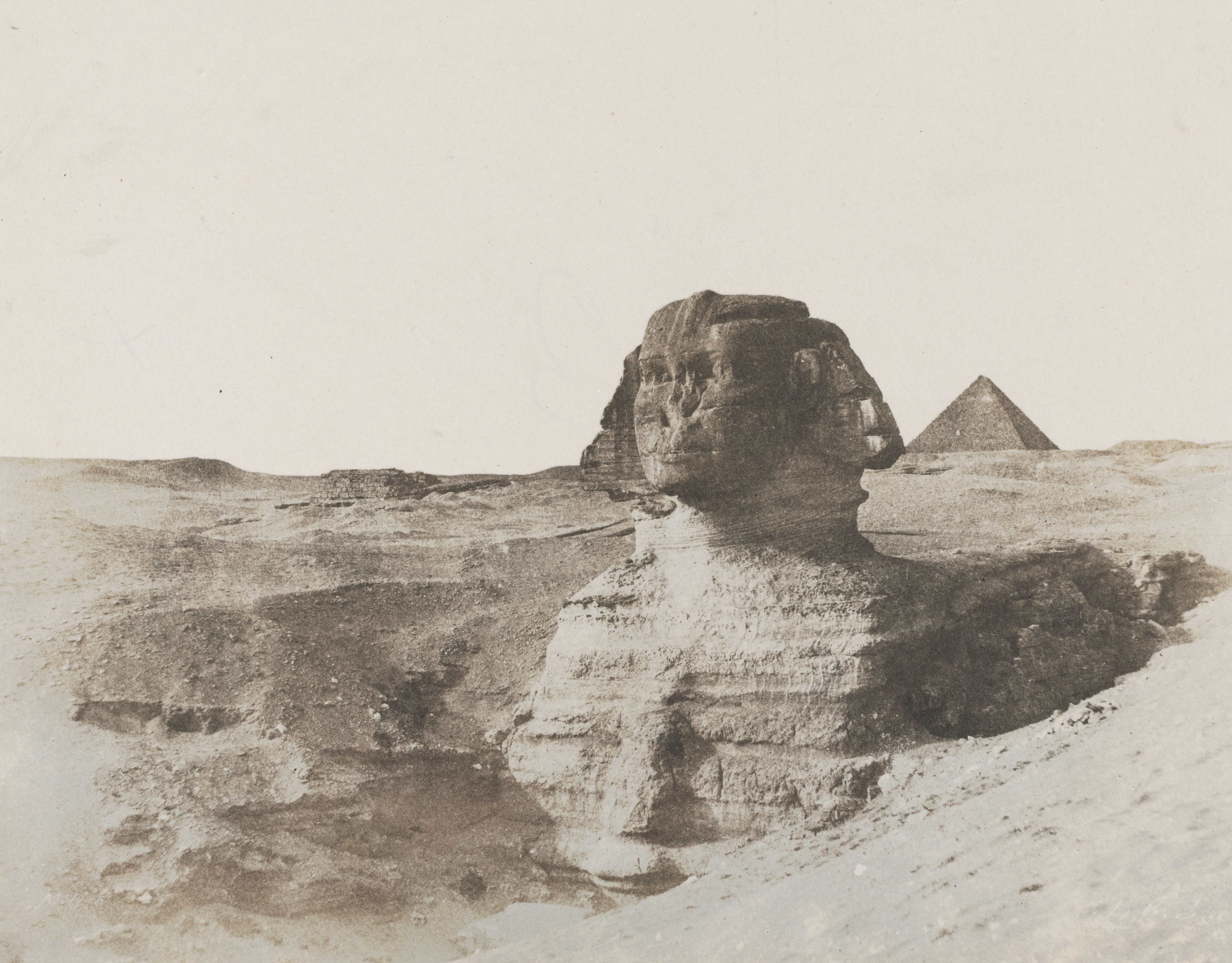
ابوالهول توسط مصرشناس و عکاس جان بیسلی گرین، حدود سال ۱۸۵۳

جان بیسلی گرین (۱۸۳۲– نوامبر ۱۸۵۶) مصرشناس آمریکایی متولد فرانسه و یکی از اولین عکاسان مستند باستان‌شناسی بود. او در سن ۲۴ سالگی درگذشت. به دلیل مرگ زودهنگامش، کار پیشگامانه او به سرعت فراموش شد. اولین کار مهم گرین در سال ۱۹۸۱ منتشر شد.

## زندگی‌نامه
گرین، پسر یک بانکدار آمریکایی بود و در لو آور به دنیا آمد و بعداً در شماره ۱۰ لاگرانژ باتلیه در منطقه ۹ پاریس زندگی کرد.
گرین دو علاقه را درهم آمیخت: فناوری جدید عکاسی و کشف مصر باستان. او از فرایند منفی کاغذ مومی که از گوستاو لوگره آموخته بود، استفاده کرد. گرین پس از مرگ پدرش در سال ۱۸۵۰ توانست هزینه اولین سفر خود به مصر را در سال ۱۸۵۴ تأمین کند. 
وی یکی از اعضای بنیانگذار انجمن عکاسی فرانسه بود که در ۱۵ نوامبر ۱۸۵۴ تاسیس شد. در همان سال، او عکس‌هایش از سفرش را تحت عنوان «نیل: بناهای تاریخی، مناظر طبیعی، اکتشافات عکاسی» منتشر کرد.
در الجزایر، در سفر دوم خود در اواخر سال ۱۸۵۵ و اوایل  ۱۸۵۶ او از عملیات کاوش در آرامگاه بزرگ سلطنتی موریتانی در این کشور، تحت سرپرستی  لوئیس-آدرین بربروگر، عکس گرفت.

## درگذشت
شیفتگی جان بیسلی گرین با شرق کوتاه مدت بود. گرین در قاهره، احتمالاً بر اثر بیماری سل، در سن ۲۴ سالگی درگذشت.

## نمایشکاه
موزه هنرهای مدرن سانفرانسیسکو میزبان نمایشگاهی با عنوان «نشانه ها و عجایب: عکس‌های جان بیسلی گرین» (۳۱ اوت ۲۰۱۹–۵ ژانویه ۲۰۲۰) بود.

## نگارخانه

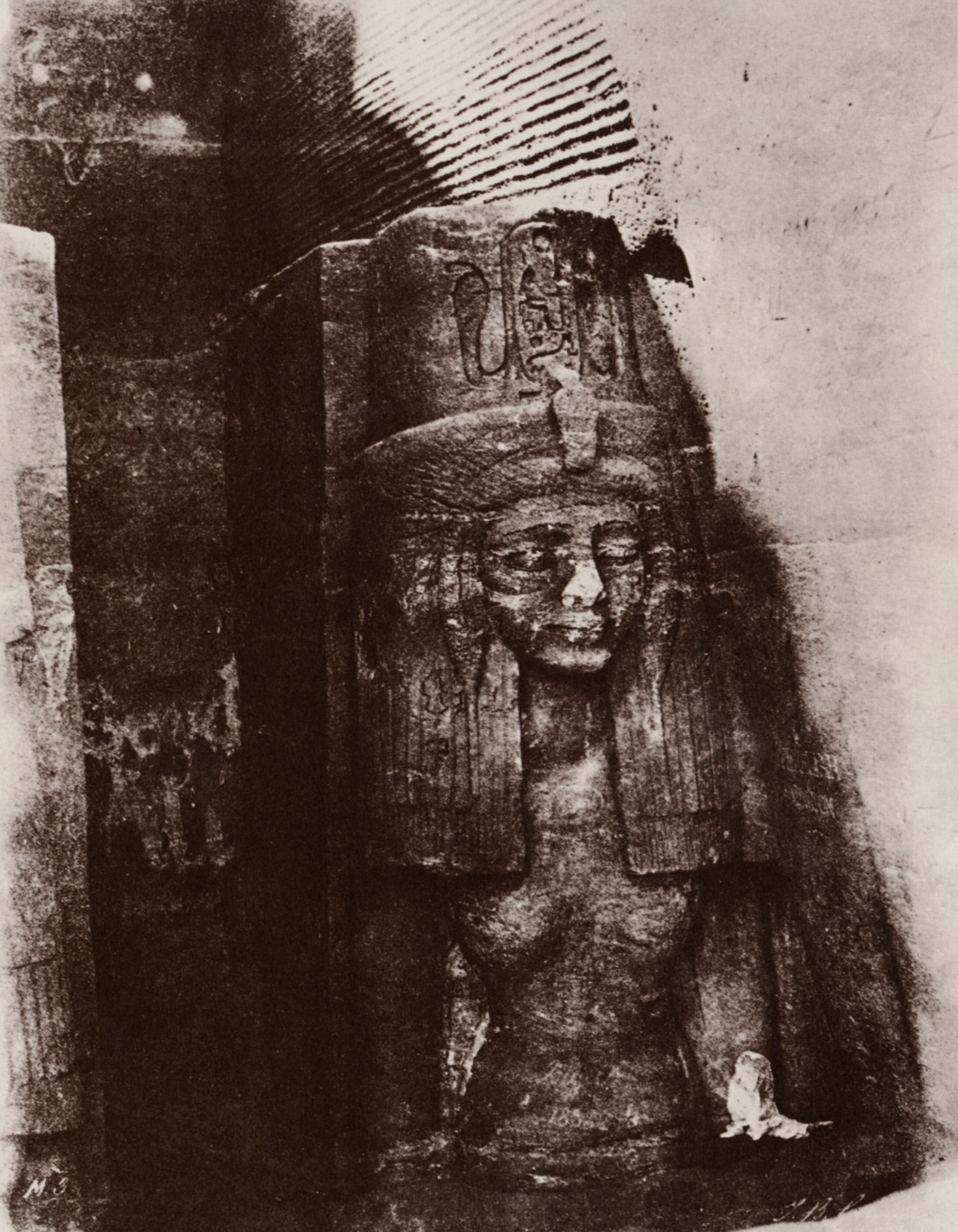
رامسس دوم - ۱۸۵۳
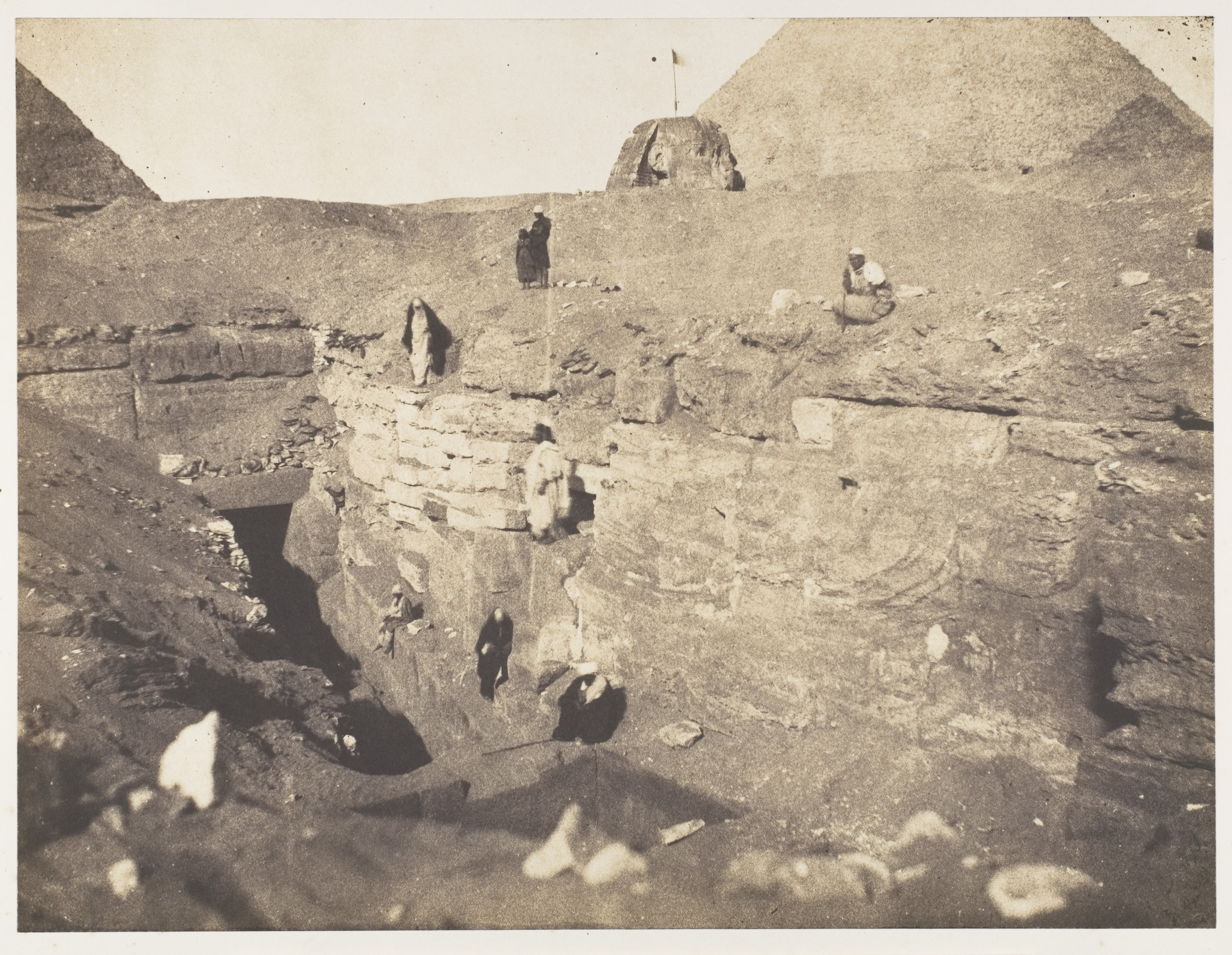
حفاری‌های نزدیک ابوالهول (۱۸۵۳)
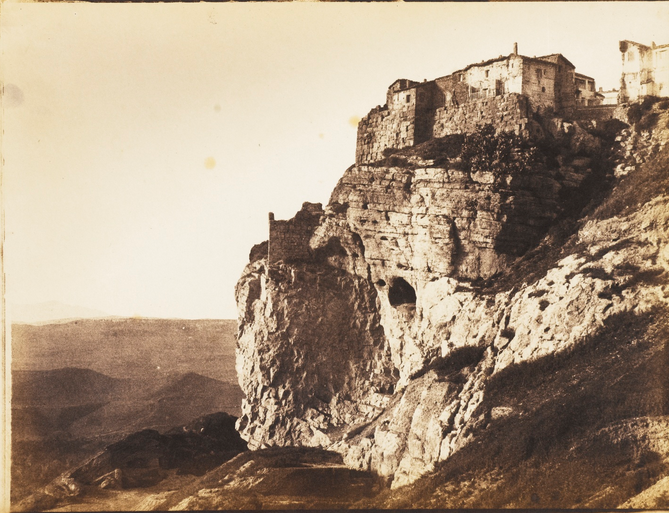
کنستانتین، الجزایر (حدود ۱۸۵۵)
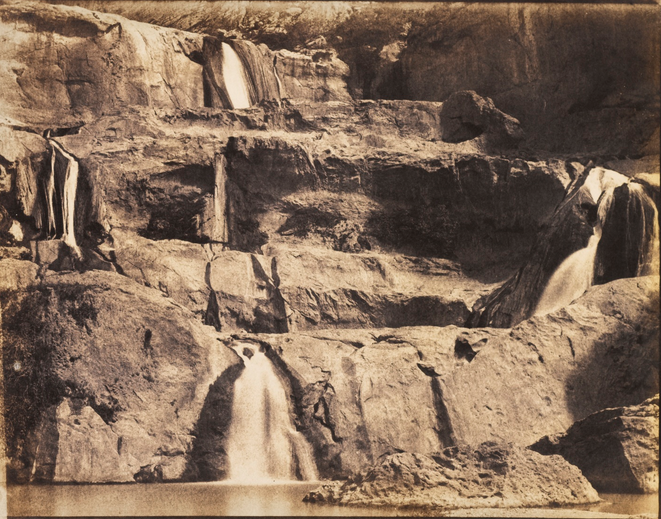
آبشار ال اوریت، تلمسن، الجزایر (۱۸۵۶)
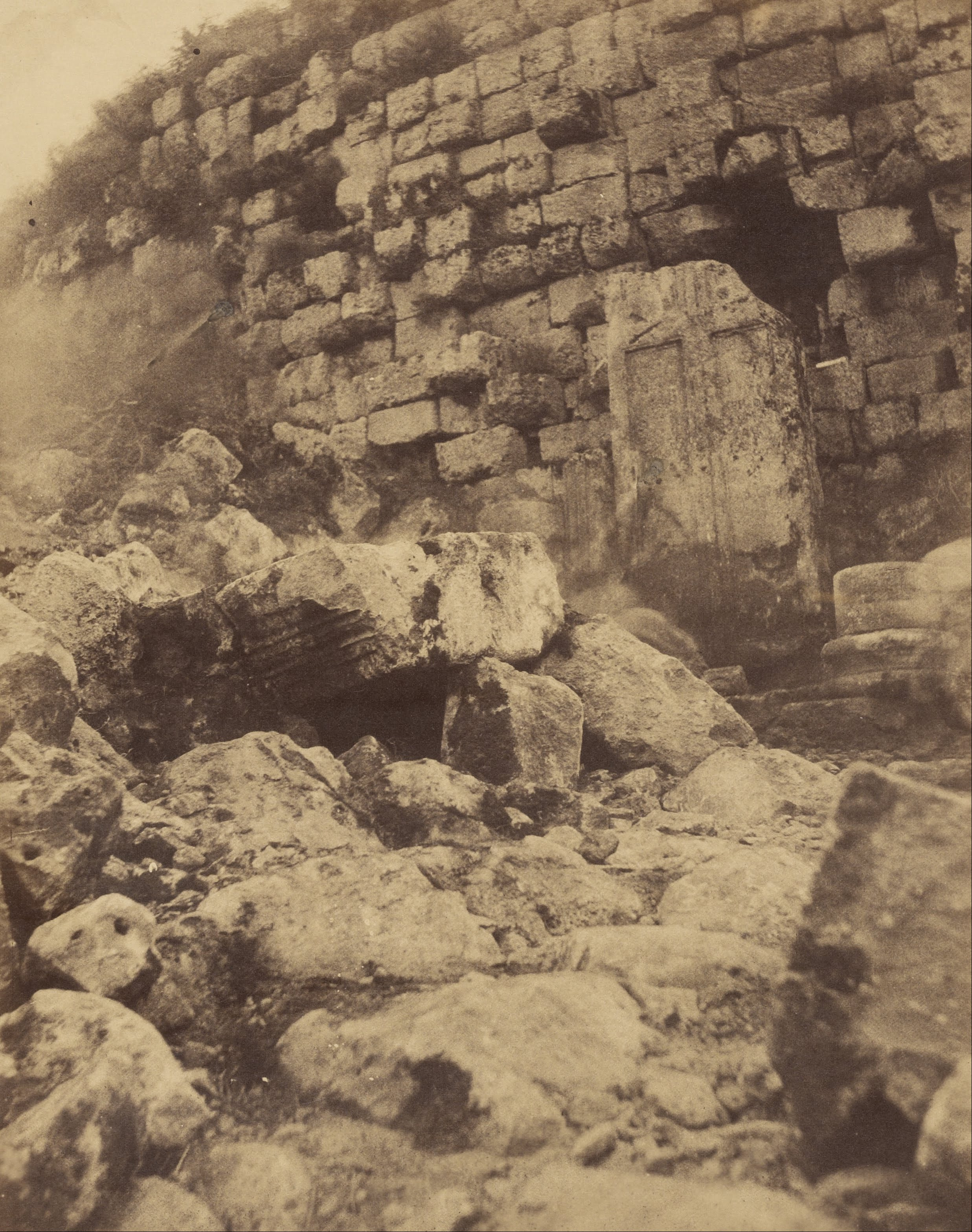
آرامگاه سلطنتی موریتانیا ۱۸۵۶
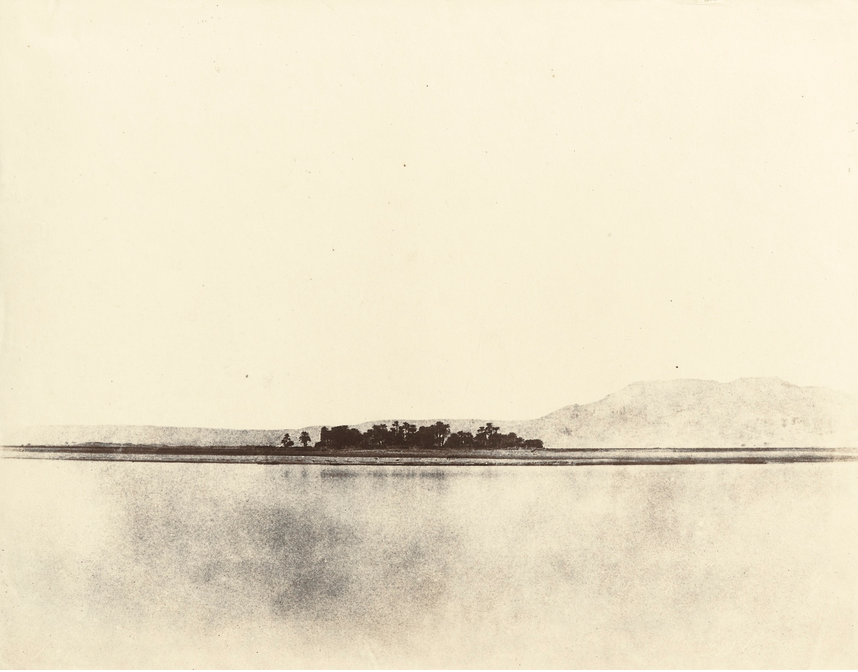
تبس، دهکده قزیره (۱۸۵۳)
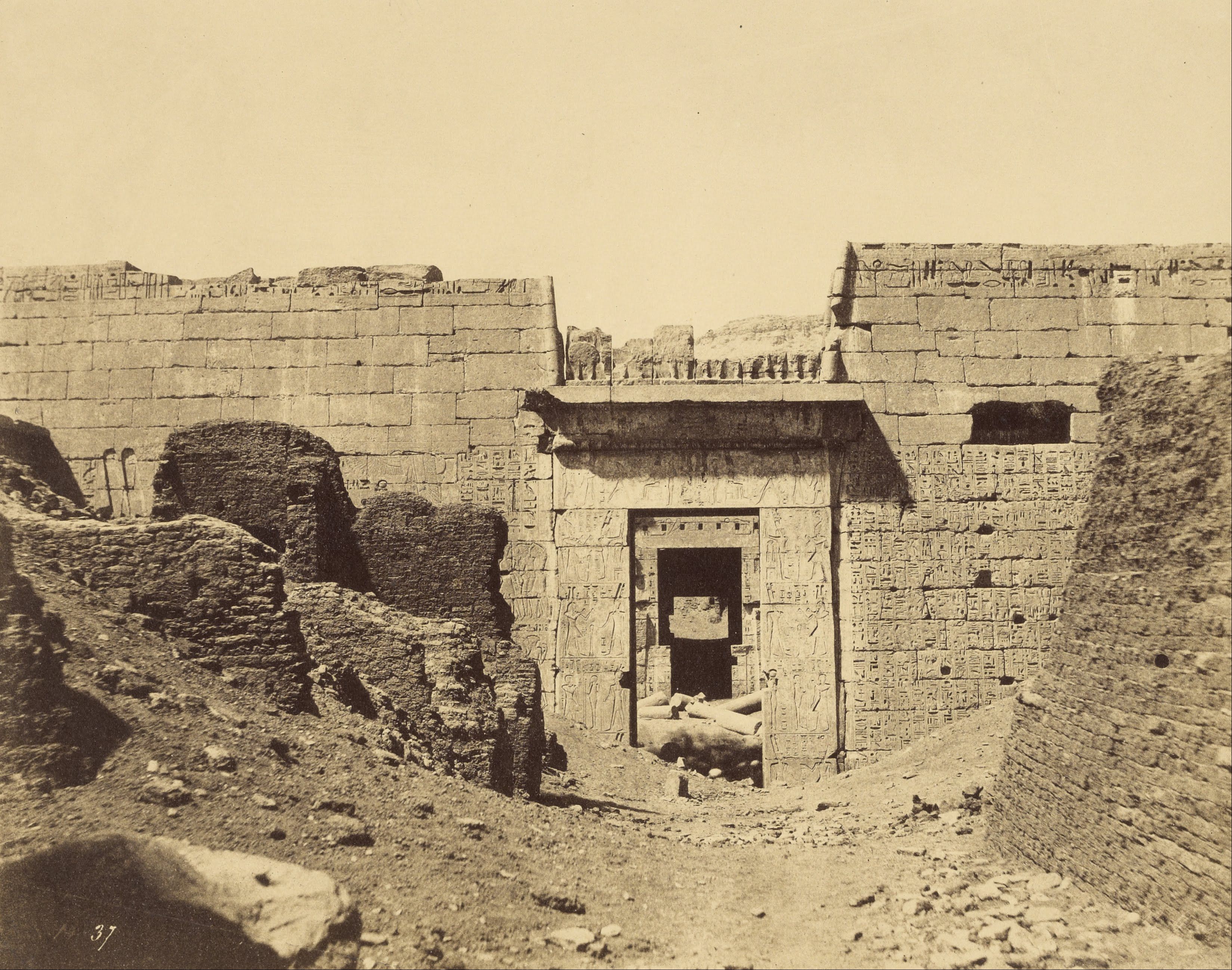
کاخ رامسس، ورودی دادگاه دوم (۱۸۵۴)